# Roquevidal
Roquevidal è un comune francese di 122 abitanti situato nel dipartimento del Tarn nella regione dell'Occitania.

## Società

### Evoluzione demografica
Abitanti censiti